# یواس‌اس هیبسیکوس (۱۸۶۴)
یواس‌اس هیبسیکوس (۱۸۶۴) (به انگلیسی: USS Hibiscus (1864)) یک کشتی بود که طول آن not known بود. این کشتی در سال ۱۸۶۴ ساخته شد.